# Electrião
Electrião, na mitologia grega, foi um rei de Micenas, filho de Perseu e Andrômeda. Ele teve vários filhos e uma filha, Alcmena, mãe de Héracles.
Seu pai, Perseu, era filho de Dânae e Zeus (ou de Preto, tio de Dânae). Andrômeda era filha de Cefeu e Cassiopeia.
Perseu e Andrômeda tiveram vários filhos: Perses, que nasceu antes de Perseu chegar à Grécia, foi deixado com Cefeu, e se tornou o antepassado dos persas, e, em Micenas, Alceu, Estênelo, Heleu, Mestor, Electrião e a filha Gorgófona, que se casou com Perieres.
Alceu se casou com Astidâmia, filha de Pélope, e teve um filho, Anfitrião e uma filha, Anaxo.
Anaxo se casou com Electrião, seu tio, e teve uma filha, Alcmena, e vários filhos, Stratobates, Gorgophonus, Phylonomus, Celaeneus, Amphimachus, Lysinomus, Chirimachus, Anactor e Arquelau. Electrião também teve um filho bastardo, Licímnio, com uma mulher da Frígia chamada Midea.